# Lymeon apollinarii
Lymeon apollinarii là một loài tò vò trong họ Ichneumonidae.